# Gulworthy
Gulworthy är en by och en civil parish i West Devon i Devon i England. Orten har 518 invånare (2011).